# Вівчарик рудощокий
Вівча́рик рудощокий (Phylloscopus laetus) — вид горобцеподібних птахів родини вівчарикових (Phylloscopidae).

## Поширення
Вид поширений на сході ДР Конго (гори Рувензорі), заході Уганди, у Руанді та Бурунді. Його природним середовищем існування є високогірні ліси на висоті між 1200–3100 м, особливо в заростях бамбука; трапляється також у місцях вторинного лісу.

## Опис
Вівчарик середнього розміру (11 см завдовжки) із характерним червонуватим відтінком обличчя. Оперення зверху зеленувате. Живіт і круп брудно-білі.